# Medvednica

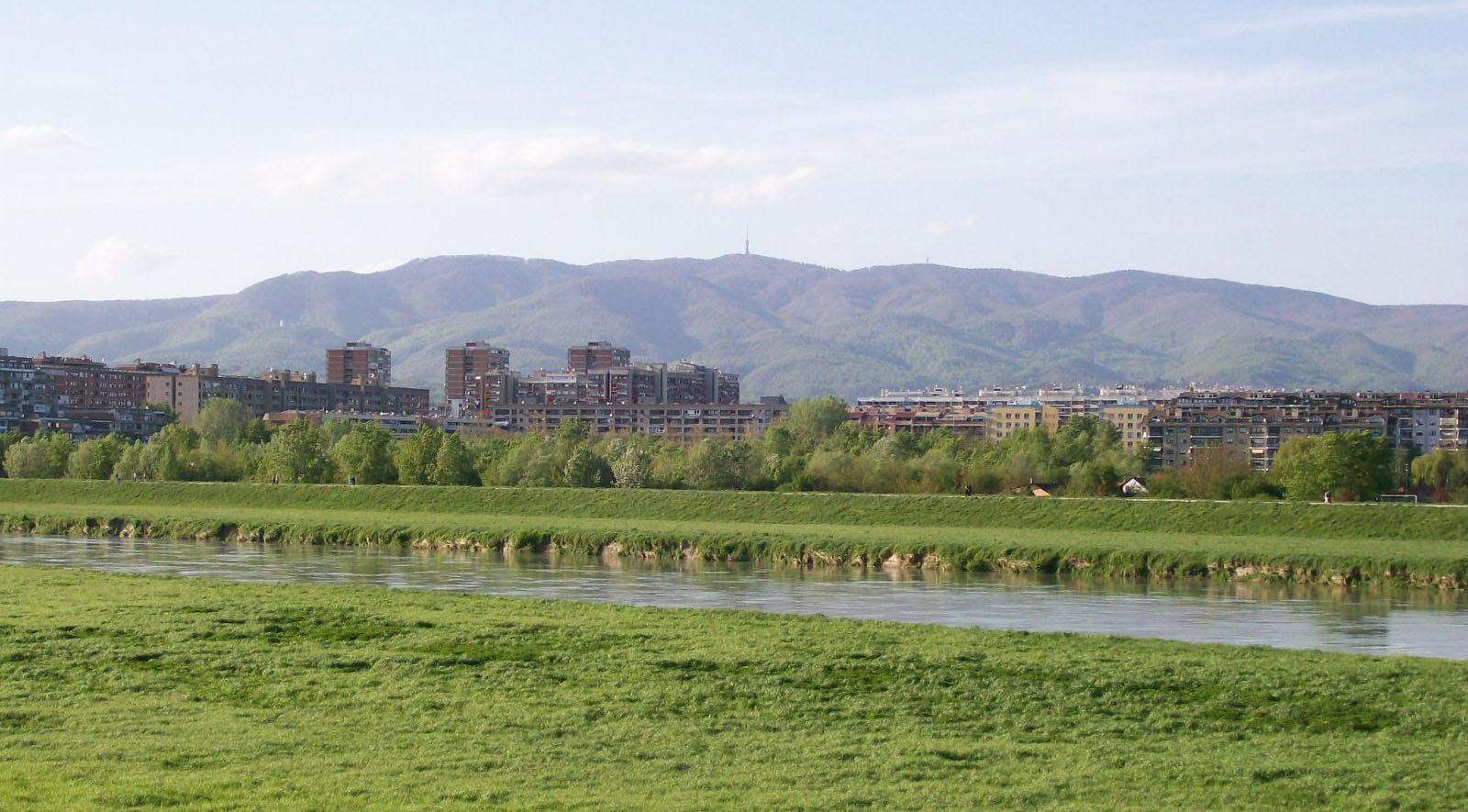
Pejzaż Medvednicy znad Sawy

Medvednica (węg. Szlyeme hegység) – pasmo gór średnich w południowo-zachodniej części Kotliny Panońskiej, należące do panońskich gór wyspowych. Rozciąga się z południowego zachodu na północny wschód na długości 42 km na północ od Zagrzebia, między dolinami środkowej Sawy, Sutli i Krapiny. Najwyższy szczyt to Sljeme (1033 m n.p.m.), znajdują się tam wieża telewizyjna, hotele, a na szczyt wiodą szosa i kolejka gondolowa. Pasmo jest porośnięte lasami liściastymi. Medvednica stanowi obszar sportu i wypoczynku dla mieszkańców pobliskiego Zagrzebia; są tu liczne stoki narciarskie, szlaki i schroniska turystyczne. Obszar ochrony przyrody Park Prirode Medvednica zajmuje 228 km². Jaskinia Veternica ma 2622 m długości głównego korytarza.
Pasmo Medvednicy oddziela od centralnej Chorwacji region Zagorje.